# Tetraodon leiurus
Tetraodon leiurus és una espècie de peix de la família dels tetraodòntids i de l'ordre dels tetraodontiformes.

## Morfologia
- Els mascles poden assolir 16 cm de longitud total.[2][3]

## Alimentació
Menja mol·luscs, crustacis i d'altres invertebrats, matèria vegetal i detritus.

## Hàbitat
És un peix de clima tropical (24 °C-28 °C) i demersal.

## Distribució geogràfica
Es troba a Àsia: des de Tailàndia fins a Indonèsia, incloent-hi la conca del riu Mekong.

## Observacions
És inofensiu per als humans.